# Turza Mała (powiat płocki)
Turza Mała – wieś sołecka w Polsce położona w województwie mazowieckim, w powiecie płockim, w gminie Brudzeń Duży.
W latach 1975–1998 miejscowość należała administracyjnie do województwa płockiego.